# Zimbabwe i olympiska sommarspelen 1980
Zimbabwe deltog i de olympiska sommarspelen 1980 med en trupp bestående av 42 deltagare, 23 män och 19 kvinnor, vilka deltog i 30 tävlingar i 10 sporter. Damernas landhockeylag tog guld, detta var nationens enda medalj.

## Cykling
Herrarnas linjelopp
- David Gillow
- Michael McBeath

Herrarnas sprint
- John Musa

Herrarnas tempolopp
- John Musa

## Friidrott
Herrarnas 5 000 meter
- Zephaniah Ncube
  - Heat — 14:06,70 (gick inte vidare)

Herrarnas 10 000 meter
- Alex Gonzalez
  - Heat — 30:53,8 (gick inte vidare)

Herrarnas maraton
- Tapfumaneyi Jonga (51:a plats)
- Abel Nkhoma (53:e plats)

## Landhockey
Damernas turnering
- Matcher
  - Slog Polen (4-0)

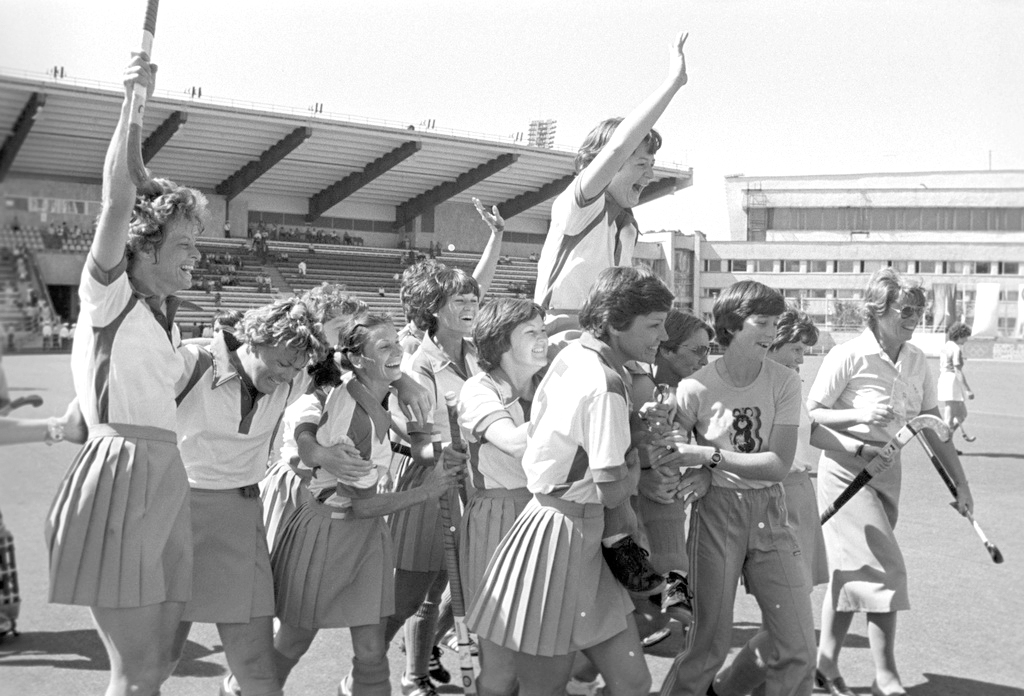
Zimbabwes damlandslag i landhockey

  - Spelade lika mot Tjeckoslovakien (2-2)
  - Slog Sovjetunionen (2-0)
  - Spelade lika mot Indien (1-1)
  - Slog Österrike (4-1) ( Guld)

- Laguppställning:
  - Sarah English
  - Maureen George
  - Ann Grant
  - Susan Huggett
  - Patricia McKillop
  - Brenda Phillips
  - Christine Prinsloo
  - Sonia Robertson
  - Anthea Stewart
  - Helen Volk
  - Linda Watson
  - Elizabeth Chase
  - Sandra Chick
  - Gillian Cowley
  - Patricia Davies

## Simhopp
Herrarnas 3 m
- David Parrington
  - Kval — 416,67 poäng (→ 24:e plats, gick inte vidare)

Herrarnas 10 m
- David Parrington
  - Kval — 356,76 poäng (→ 22:a plats, gick inte vidare)